# San Martino di Finita
San Martino di Finita är en ort och kommun i provinsen Cosenza i regionen Kalabrien i Italien. Kommunen hade 1 024 invånare (2018).